# لیگ فوتبال استان آذربایجان شرقی
لیگ استان آذربایجان شرقی بالاترین سطح فوتبال در استان آذربایجان شرقی می باشد که در پنجمین سطح از فوتبال ایران و بعد از لیگ دسته سوم فوتبال ایران قرار دارد. قهرمان این جام به مسابقات کشوری لیگ دسته سوم فوتبال ایران راه می‌یابد و جواز حضور در جام حذفی را کسب می‌کند.
این مسابقات بخشی از برنامه ویژه آسیا است.

## نحوه برگزاری
مسابقات در یک مرحله و بین ۱۰ تیم برگزار می‌شود. قهرمان لیگ به لیگ دسته سوم فوتبال ایران صعود می‌کنداین مسابقات هر سال توسط هیئت فوتبال استان اذربایجان شرقی برگزار می‌شود.

## فصل ۹۶-۱۳۹۵
تیم‌های حاضر
- تراکتوراسپوراهر (مالک: محمد برزگری)
- تی اس اچ (مالک: توحید شجاعی قلج قشلاقی)
- خرخوان (مالک: علیرضا سهرابی)
- سالار خسروشاه
- سپهر سبز آذربایجان
- سهند عجب شیر
- سون استارز (مالک: هادی علیزاده فخری)
- شهدای الاقیه هشترود
- شهریار
- گسترش فولاد تبریز
- مهدیه
- منتخب بناب